# Ingegärd Knutsdotter av Danmark
Ingegärd Knutsdotter av Danmark (danska: Ingegerd af Danmark, Ingegerd Knudsdatter), även kallad Ingerd, född mellan 1080/85, var en prinsessa av Danmark. Hon blev en anmoder till Bjälboätten.
Hon var dotter till kung Knut den helige  av Danmark och Adele av Flandern och syster till Cecilia Knutsdotter av Danmark. Då hennes far avsattes år 1086 lämnade hennes mor Danmark och återvände till Flandern, medan Ingegärd och hennes syster följde med sin farbror Erik och hans hustru Bodil, som blev deras fosterföräldrar, till exil i Sverige. Systrarna blev båda gifta med svenska stormän. Cecilia återvände till Danmark, där hon omtalas 1131, men det finns inga uppgifter om att Ingegärd ska ha gjort detsamma.    
Ingegärd var gift med Folke den tjocke och mor till Bengt Snivil.  

### Fotnoter
1. ↑  The Peerage person-ID: p10544.htm#i105435, läst: 7 augusti 2020.[källa från Wikidata]
2. 1 2  Darryl Roger Lundy, The Peerage.[källa från Wikidata]